# تيريزا بيورك
تيريزا بيورك (بالسويدية: Therese Björk)‏ (15 سبتمبر 1981 بالسويد - ) هي لاعبة كرة قدم سويدية في مركز الوسط. لعبت مع Kristianstads DFF ‏.

## وصلات خارجية
- تيريزا بيورك على موقع اتحاد السويد (السويدية)
- تيريزا بيورك على موقع Soccerway.com (الإنجليزية)